# Leonard Marshall
(en) Statistiques sur pro-football-reference
Leonard Allen Marshall Jr. (né le 22 octobre 1961 à Franklin, Louisiane) est un joueur américain de football américain ayant évolué au poste de defensive end dans la National Football League (NFL) entre 1983 et 1994. Il est sélectionné en 37e position de la draft 1983 par les Giants de New York. Il remporte deux Super Bowls (XXI et XXV après avoir sacké Joe Montana en finale de conférence, lui occasionnant  des blessures au sternum, au ventre, des côtes fissurées et une main cassée et empêchant de fait les '9ers d'aller au superbowl) et est sélectionné à deux reprises au Pro Bowl en 1985 et 1986. Il prend sa carrière en tant que joueur des Giants.